# Timex / Sinclair 1500
Timex / Sinclair 1500 је био кућни рачунар фирме Timex / Sinclair који је почео да се производи у Сједињеним Америчким Државама од 1983. године.
Користио је Zilog Z80A као микропроцесор. RAM меморија рачунара је имала капацитет од 16 KB. 

## Детаљни подаци
Детаљнији подаци о рачунару 1500 су дати у табели испод.
|                       |                                                       |
| [ 1 ]                 |                                                       |
| Произвођач            |                                                       |
| Тип                   | кућни рачунар                                         |
| Меморија              | 16 KB                                                 |
| Поријекло             | Сједињене Америчке Државе                             |
| Година                | 1983                                                  |
| Тастатура             | Chicklet тастатура (ZX Spectrum стил), 40 тастера     |
| Процесор              |                                                       |
| Фреквенција процесора | 3,5                                                   |
| RAM                   | 16 KB                                                 |
| ROM                   | 8 KB                                                  |
| Текст                 | 32 стубова x 24 линије (2 линије за системске поруке) |
| Графика               | 64 x 44 тачака                                        |
| Боја                  | црно-бијело                                           |
| Звук                  | нема                                                  |
| Димензије             | 23 x 14,4 x 3 / 550 g                                 |
| Портови               |                                                       |
| Оперативни систем     |                                                       |